# Nacka socken
Nacka socken i Södermanland ingick i Svartlösa härad, ombildades till Nacka stad 1949 och området är sedan 1971 en del av Nacka kommun, från 2016 inom Nacka distrikt och Saltsjöbadens distrikt.
Socknens areal är 63,90 kvadratkilometer land (1887). År 1887 fanns här 1 708 invånare. Godsen Erstavik och Hammarby gård, sommarnöjena Svindersvik och Stora Nyckelviken, orterna Älta, Järla, Hästhagen, Fisksätra och Saltsjö-Duvnäs samt sockenkyrkan Nacka kyrka ligger i socknen.

## Administrativ historik
Nacka församling bildades 1 maj 1887 genom sammanslagning av Sicklaö-delen ur Danviks hospital och Sicklaö församling med Nacka-Erstaviks kapellförsamling. 1888 bildades så Nacka landskommun genom sammanslagning av Sicklaö landskommun och de två områden som motsvarade Nacka-Erstaviks kapellförsamlingar och vars status som landskommuner efter kommunreformen 1862 varit oklar och vars motsvarande  jordebokstillhörighet först då utbröts ur Brännkyrka socken. 1909 utbröts Saltsjöbadens köping ur landskommunen och 1 maj 1913 utbröts Saltsjöbadens församling ur församlingen. 1930 överfördes Hammarby gård och delar av Sickla och Henriksdal till Stockholms stad och Enskede församling.  Landskommunen ombildades 1949 till Nacka stad som 1971 ombildades till Nacka kommun. 1959 överfördes en mindre del (norra Bagarmossen) till Stockholms stad och Skarpnäcks församling. 
1 januari 2016 inrättades distrikten Nacka och Saltsjöbaden, med samma omfattning som motsvarande församling hade 1999/2000 och fick 1913, och vari detta sockenområde ingår.
Socknen har tillhört län, fögderier, tingslag och domsagor enligt vad som beskrivs i artikeln Svartlösa härad. De indelta soldaterna tillhörde Livregementets grenadjärkår, Södermanlands kompani. De indelta båtsmännen tillhörde Första Södermanlands båtsmanskompani.

## Geografi och natur
Nacka socken ligger på östra Södertörn sydost om Stockholm och på Sicklaön öster om Stockholm med Saltsjön i norr med Skurusundet, Baggensfjärden och Erstaviken i öster och Hammarby sjö i nordväst samt kring Sicklasjön, Järlasjön, Källtorpssjön, Söderbysjön, Ältasjön och Nacka ström. Socknen är en kuperad skogsbygd med odlingsmark i dalarna mot Östersjön. Ältasjön delas med Brännkyrka socken i Stockholms kommun.
Det finns hela åtta naturreservat i socknen. Nackareservatet som delas med Brännkyrka socken i Stockholms kommun, Långsjön, Nyckelviken, Skogsö, Strålsjön-Erstavik, Svärdsö, Tattby och Älta mosse-Strålsjön är alla kommunala naturreservat.
Sätesgårdar var Erstaviks säteri, Stora Nyckelviken och Älta gård.

## Historia

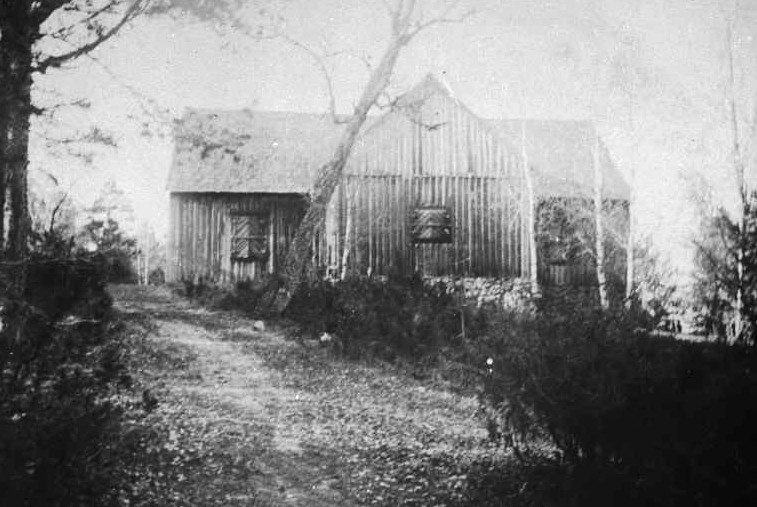
Nackas gamla kapell vid Nacka ström. Det uppfördes 1697 och togs ur bruk 1892. Kapellet revs 1902. Foto 1894.

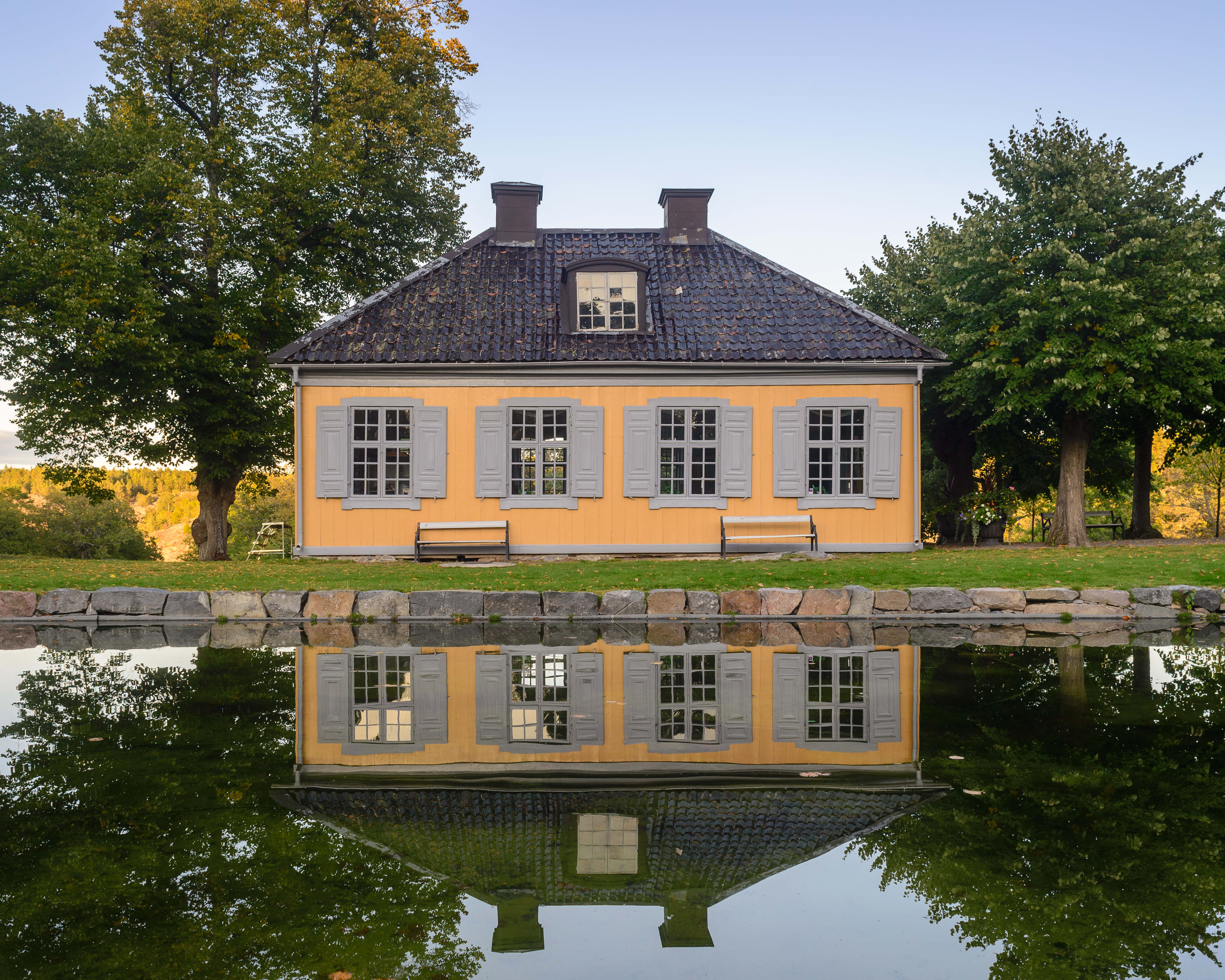
Biljardflygeln på Stora Nyckelviken uppförd på 1760-talet.

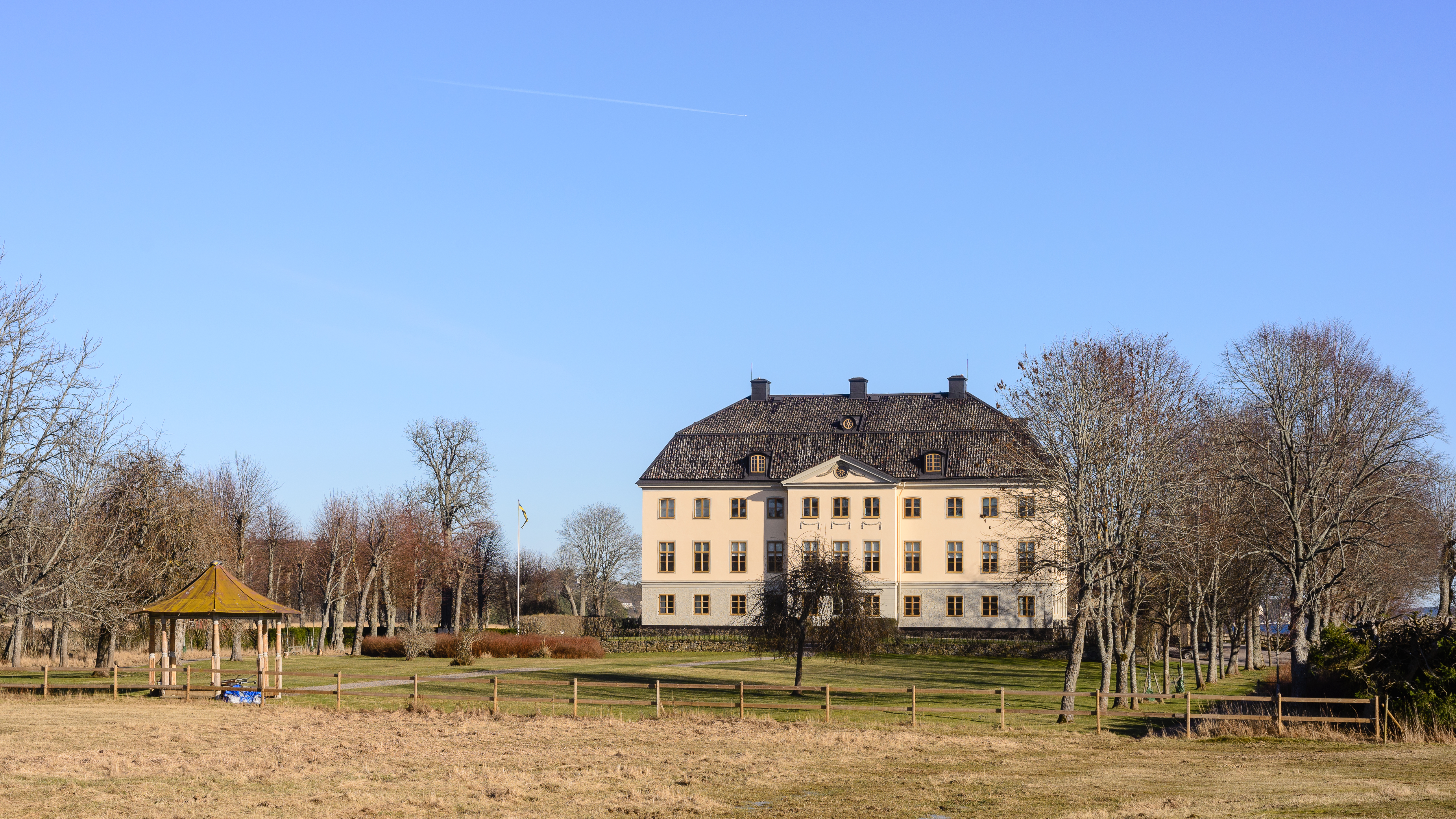
Erstaviks huvudbyggnad.

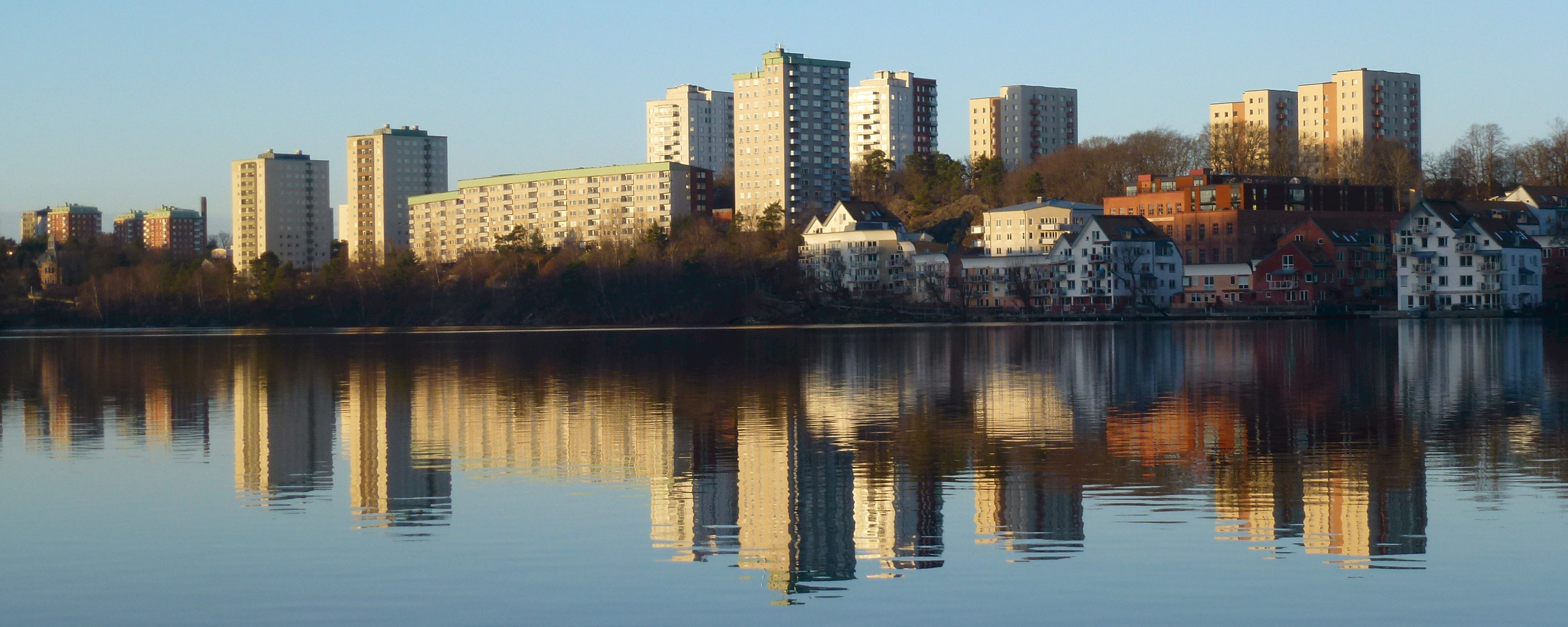
Bostadsområdena Ekudden med höghus från 1960-talet och Järla sjö (höger) som byggdes på ett tidigare industriområden på 1990-talet.

Boplatser från stenåldern är funna. Från järnåldern finns gravfält.
Nacka och Erstaviks kapellförsamlingar hade gemensam kaplan och sockenstämma sedan kyrka byggts vid Nacka ström 1695. Erstaviks kapell i en flygel till Erstavik byggdes vid den stora ombyggnaden av gården på 1760-talet. Nacka och Erstavik utgjorde aldrig någon egen jordebokssocken, utan fortsatte i det avseendet att ingå i Brännkyrka socken.
Fram till 1500-talet var det som idag är Nacka församling i stort sett obebyggt. På initiativ av Gustav Vasa anlades en hammarsmedja 1558 i Nackaån, vilket gjorde att folk bodde och arbetade i området. De första åren var det hospitalspredikanten på Danvikens Hospital som fick ansvara för smedjans personal och familjer. Under 1640-talet fick man en brukspredikant, herr Mårten, som fick predika och lära ut bibeln och katekesen till brukets barn.
Det äldsta kapellet uppfördes 1642, platsen är dock okänd, men byggnaden var 8½ meter lång och 5½ meter bred och hade 10 fönster och två rader med bänkar. Den 2 februari 1697 invigdes ett nytt kapell, strax ovanför den övre kvarndammen i Nackaån. Den nya kyrkan var större än den gamla och hade 32 fönster och fyrtio bänkar. Själva byggnaden var byggt i korsform i sten och furu. 1712 byggdes även en klockstapel. Kapellet användes fram till att den nuvarande kyrkan, Nacka kyrka, invigdes 1892. Kapellet fick då tyvärr stå och förfalla, och det blev ett tillhåll för fyllerister. 1902 såldes därför hela byggnaden till lantbrukaren på Drevinge gård, virket användes för att bygga en villa i Sågtorp. I farten följde även kyrkans glasmålningar från 1696 med i köpet som numera alltså finns i denna villa.

## Namnet
Namnet (1505 Nackaa) innehåller nacke i betydelsen 'bergshöjd', syftande på de branta bergskanterna vid Nackaån.